# Chojnice

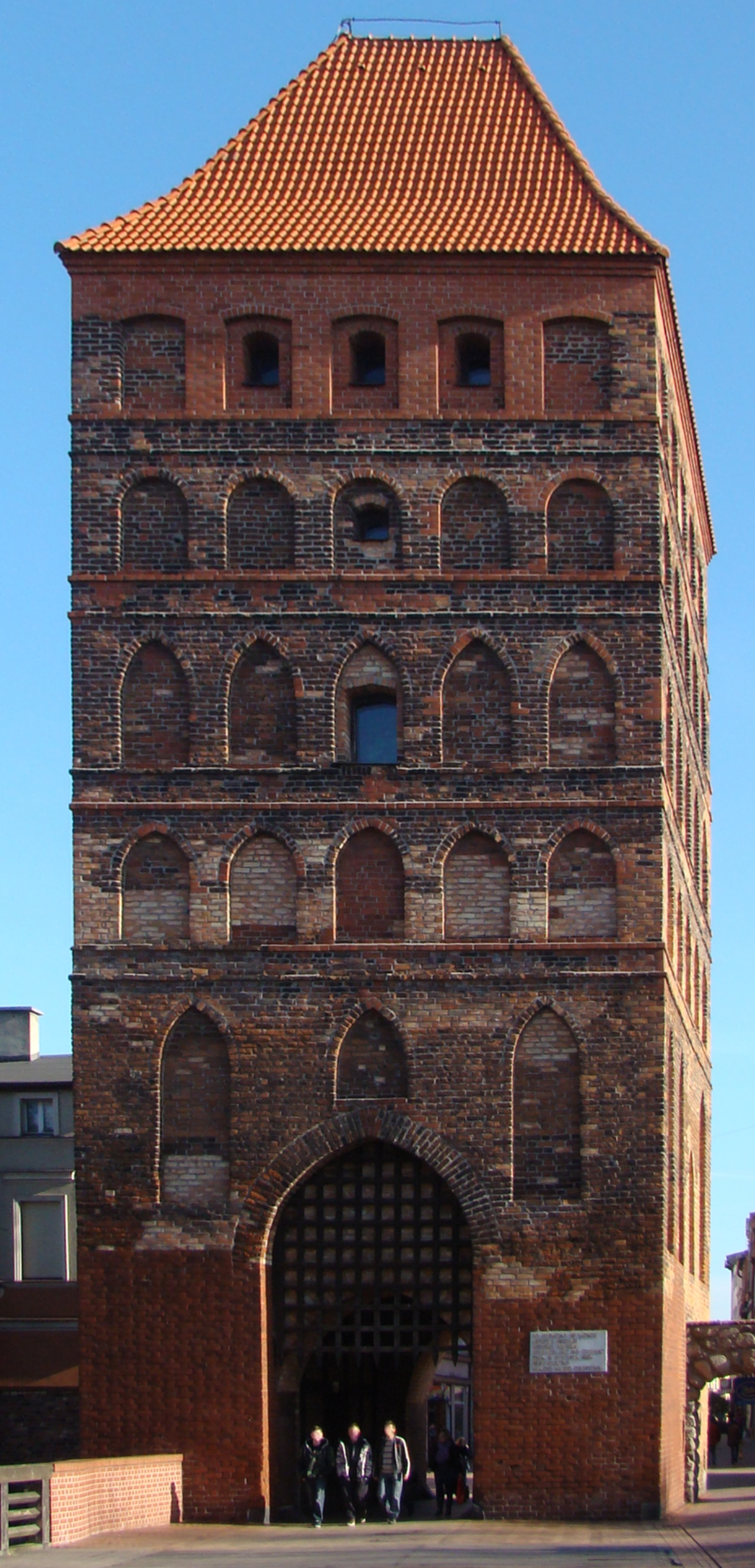
Porte Człuchowska à Chojnice (façade)

Chojnice, en allemand : Konitz ou Conitz,  est une ville de Pologne située au nord du pays, dans la voïvodie de Poméranie.

## Histoire
Jusqu'en 1919, Konitz fait partie de l'arrondissement de Konitz (de) dans le district de Marienwerder de la province de Prusse-Occidentale.

## Jumelage
- Bayeux (France)

## Personnalités
- Élisabeth Ronget (1893-1962), artiste peintre née à Chojnice.

## Sport
L'équipe de football Chojniczanka Chojnice évolue en troisième division polonaise.